# 人類群星閃耀時 (歌曲)
《人類群星閃耀時》（英語：Stellar Moments of Humankind） 是香港男歌手柳應廷於2021年10月13日推出的單曲，為其《重生》系列最終章，同時亦是其第七首個人派台單曲。

## 歌曲簡介
此曲引用了奧地利作家史蒂芬‧褚威格所創作的傳記文集書名作為歌名，讀者在仰望歷史星空的同時，能鼓起勇氣面對屬於自己的精彩瞬間。
此曲為柳應廷《重生》系列最終章。而此生的主題為「我愛你，謝謝你」。
其於過去的歌曲中飾演過不同角色，包括「狂人」、「兒子」等，全都是為了體驗各種情緒而設定的「角色」。 他經歷了一次又一次的輪迴，也經歷過多番掙扎與尋覓，才明白首先要學會愛自己。和相熟的人物以不同角色輪流出現觸動各種不同情緒，有苦有樂，卻始終無法打破宿命離苦得樂。看着天際群星照耀天空，同時照耀心鏡，並感恩地跟自己說「我愛你，謝謝你」，就是「人類群星閃耀時」。
在歌曲的宣傳效應下，據說同名經典傳記在香港公共圖書館借閱量一度急升。

## 歌曲搞笑別名
當歌者預告將推出重生系列第三部曲，於社交網上載一張點著打火機的宣傳照，又指新歌歌名為七個字的書名，叫粉絲玩「估歌名」遊戲，當中最「出位」的答案非隊友呂爵安猜的「現代數學修訂版」莫屬，也為本曲增添一個搞笑別名。

## 天氣變化意外配合歌曲宣傳
歌者發布新歌之日（2021年10月13日）正值颱風圓規襲港之時，故此填詞人小克表示：「天昏地暗，送你全世界最光嘅一首歌。」

## 製作團隊[3]
- 作曲：Supper Moment
- 填詞：小克
- 編曲：王雙駿、Supper Moment
- 監製：王雙駿

## 音樂錄像
《人類群星閃耀時》音樂錄像於2021年10月31日晚上8時於MIRROR YouTube頻道發佈。

## 演出
- Chill Club（第102集）
- The Next 20 Hins Live in Hong Kong 張敬軒演唱會第26場第三位嘉賓
- THE FIRST TAKE Episode 317（Feat李駿傑）

## 派台成績

### 叱咤903專業推介 走勢
| 周次     | 第43周   | 第44周   | 第45周  | 第46周   | 第47周   | 第48周   |
| 放榜日期 | 10月23日 | 10月30日 | 11月6日 | 11月13日 | 11月20日 | 11月27日 |
| 榜上位置 | 18       | 12       | 6       | 16       | 8        | 17       |
| -------- | -------- | -------- | ------- | -------- | -------- | -------- |

### 香港電台第二台 中文歌曲龍虎榜 走勢
| 周次     | 第44周   | 第45周  | 第46周   | 第47周   | 第48周   | 第49周  | 第50周   | 第51周   |
| 放榜日期 | 10月30日 | 11月6日 | 11月13日 | 11月20日 | 11月27日 | 12月4日 | 12月11日 | 12月18日 |
| 榜上位置 | 19       | 17      | 14       | 12       | 8        | 6       | 3        | 11       |
| -------- | -------- | ------- | -------- | -------- | -------- | ------- | -------- | -------- |

### 新城知訊台 勁爆本地榜 走勢
| 周次     | 第44周   | 第45周  | 第46周   | 第47周   | 第48周   | 第49周  | 第50周   |
| 放榜日期 | 10月30日 | 11月6日 | 11月13日 | 11月20日 | 11月27日 | 12月4日 | 12月11日 |
| 榜上位置 | 8        | 5       | 3        | 7        | 7        | 6       | 1        |
| -------- | -------- | ------- | -------- | -------- | -------- | ------- | -------- |

### 各大流行榜最高位置
| 樂壇流行榜     | 最高位置 |
| -------------- | -------- |
| 903 專業推介   | 6        |
| 中文歌曲龍虎榜 | 3        |
| 新城勁爆本地榜 | 1        |

## 所獲獎項
| 年份 | 頒獎單位                | 獎項         |
| ---- | ----------------------- | ------------ |
| 2022 | Yahoo! 搜尋人氣大獎2022 | 十大人氣歌曲 |

## 流行文化中的應用
2022年，風車草劇團的音樂劇場《隔離童話集Bye-bye Your Tale》採用了此歌。